# 265380 Terzan
265380 Terzan è un asteroide della fascia principale. Scoperto nel 2004, presenta un'orbita caratterizzata da un semiasse maggiore pari a 2,7184441 au e da un'eccentricità di 0,1068256, inclinata di 2,26266° rispetto all'eclittica.